# Ángeles Martín
María de los Ángeles Martínez Gómez, más conocida como Ángeles Martín (Madrid, 12 de febrero de 1967), es una presentadora y actriz española.

## Biografía
Licenciada en la Real Escuela Superior de Arte Dramático de Madrid, asistió también a cursos de interpretación con Juan Carlos Corazza, Augusto Fernandes y John Strasberg; a cursos de voz con Vicente Fuentes, Concha Doñaque y Lidia García y a cursos de verso con Dennis Rafter. En sus inicios combina trabajos como presentadora, con lo que es su auténtica pasión: La interpretación en teatro y televisión.
Debuta en 1985 con la zarzuela La Revoltosa, y un año más tarde interviene en su primera serie de televisión, Segunda enseñanza, dirigida por Pedro Masó con guiones de Ana Diosdado.
Durante los años siguientes compagina el teatro y la televisión, debutando en el cine en 1988 con la película Soldadito español, de Antonio Giménez-Rico. Después aparece en Libertarias de Vicente Aranda, ambientada en la Guerra civil española junto con Ana Belén y Victoria Abril.
En 1992 es presentadora del programa concurso Sin vergüenza en TVE y durante la década de 1990, también en TVE, presenta La hora Disney, unos especiales emitidos en Navidad o en vacaciones, donde daba paso a diversos clips de películas de Disney como Blancanieves, 101 dálmatas, Los Aristogatos, etc., algunos de éstos programas se rodaron en el parque Euro Disney Resort. En 1994 presenta el programa televisivo de cámara oculta No me lo puedo creer.
En 1993 participó en la serie Lleno, por favor de Antena 3, en 1995-1996 en Colegio Mayor de TVE, en 1996-1997 en Éste es mi barrio de Antena 3 y en 1998 en Querido maestro de Telecinco. Ese mismo año, participó también como conductora del programa estelar La noche del Mundial en la televisión chilena, emitido por TVN.
Desde finales de la década de 1990 ha mantenido una trayectoria constante sobre los escenarios protagonizando las obras: Café cantante de Antonio Gala con Nati Mistral; La opinión de Amy con Amparo Baró; Mañanas de abril y mayo con dirección de Miguel Narros; Casa de muñecas de Henrik Ibsen dirigida por María Ruíz; El manuscrito encontrado en Zaragoza de Francisco Nieva, producida por el CDN; El misántropo de Molière para el Festival de Almagro; Tres sombreros de copa dirigida por Gustavo Pérez Puig; Y sin embargo te quiero de Miguel Murillo, con Alejandra Torray junto con la que produce la función; Tórtolas, crepúsculo y telón de Francisco Nieva, dirigida por éste y producida por el CDN; La ley de la selva de Elvira Lindo y La familia de Pascual Duarte de Camilo José Cela, producidas ambas por Tomás Gayo; Fisterra de Ferrán González, dirigida por Javier Conde con Eva Hache primero y luego con Blanca Portillo. Produce e interpreta No hay papel junto a Beatriz Bergamín, con dirección de Víctor Velasco y texto de Beatriz Bergamín; Al final de la carretera de Willy Rusell dirigida por Gabriel Olivares; Salvator Rosa de Francisco Nieva, dirigida por Guillermo Heras; Buffalo de David Barrocal y David Oliva, dirigida por el primero para el Teatro Lara; y Hablar por hablar, dirigida por Fernando Sánchez Cabezudo con textos de Alfredo Sanzol, Juan Carlos Rubio, Juan Cabestany, Yolanda García Serrano y Ana Costa.
Entre febrero de 2008 y el 16 de agosto de 2009 participó en la serie diaria líder de audiencia, Yo soy Bea para Telecinco, interpretando a "La Chali" durante 384 episodios.
En 2019 es reconocida como Mejor actriz de reparto de teatro por la Unión de Actores y Actrices.
Desde 2021 hasta 2023 interpretó a Visi en Amar es para siempre de Antena 3. En febrero de 2024 regresó a la serie por motivo de su final.

## Trabajos

### Cine

#### Películas
| Título                        | Estreno               | Personaje       | Dirección            |
| ----------------------------- | --------------------- | --------------- | -------------------- |
| Veredicto implacable          | 10/10/1987 o 2/9/1989 | Amiga de Sara   | Mariano Ozores       |
| Soldadito español             | 7/10/1988             | Hermana de Luis | Antonio Giménez-Rico |
| La luna negra                 | 21/9/1989             | –               | Imanol Uribe         |
| Don Juan, mi querido fantasma | 24/8/1990             | Atracadora      | Antonio Mercero      |
| Ni se te ocurra...            | 22/2/1991             | Ana             | Luis María Delgado   |
| Libertarias                   | 19/4/1996             | Carmen          | Vicente Aranda       |
| Demasiado caliente para ti    | 23/8/1996             | Olga            | Javier Elorrieta     |
| Necesidades                   | 3/7/1998              | –               | Fernando de France   |

#### Cortometrajes
| Título                     | Estreno       | Personaje    | Dirección                           |
| -------------------------- | ------------- | ------------ | ----------------------------------- |
| El ángel más caído         | 1993          | –            | Iván Bousas                         |
| Pasalá!                    | 14/7/1995     | Paciente 3   | Julio César Fernández               |
| Chicles                    | Junio de 1996 | Mujer        | David G. Delser                     |
| Balada para un adiós       | 2004          | –            | Carlos Duarte                       |
| Síndromes vol 1: Estocolmo | 28/11/2013    | Marisa Braun | Sergio González y Miguel Piedrafita |

### Televisión

#### Programas de televisión
| Fecha                                                             | Programa                            | Canal de televisión  | Rol                                                            | Notas |
| ----------------------------------------------------------------- | ----------------------------------- | -------------------- | -------------------------------------------------------------- | --- |
| 1992                                                              | Cajón desastre                      | La 1                 | Nines                                                          | Programa diario, episodios del 21/2/92, 27/2/92 y 2/3/92 |
| 1992-1993                                                         | Sin vergüenza                       | La 1                 | Presentadora                                                   | Programa diario, desde el episodio del 29/6/92 al de 14/7/93 |
| 1993                                                              | ¡Hola Raffaella!                    | La 1                 | Invitada                                                       | Programa semanal, 4/3/93 |
| 1993                                                              | VII edición de los Premios Goya     | Antena 3             | Invitada                                                       | Gala anual, 14/3/93 |
| 1993                                                              | Viéndonos                           | La 1                 | Invitada                                                       | Programa semanal, 1/5/93 |
| 1993                                                              | Colorín colorado                    | La 1                 | Lectora                                                        | Programa diario, episodio del 22/8/93 La cabra montesina |
| 1993-1996                                                         | Telepasión                          | La 1                 | Rubia deseada el 24/12/94 y Peter Pan y Campanilla el 24/12/96 | Programa especial de Nochebuena, episodios del 24/12/93 ¡Oh, yeah!, 24/12/94 No hay Navidad sin Telepasión, 24/12/95 Una noche en el Roxy y 24/12/96 Recordando a Disney                                                                                         |
| 1994                                                              | Inocente, inocente                  | Telemadrid           | Invitada                                                       | Programa semanal, 13/4/94 |
| 1994                                                              | Secretos de familia                 | La 1                 | Presentadora                                                   | Programa semanal, 27/5/94 |
| 1994, 1995 y 2000                                                 | ¿Qué apostamos?                     | La 1                 | Invitada                                                       | Programa semanal, 15/7/94, 1994, 10/2/95 y 19/5/00 |
| 1994                                                              | No me lo puedo creer                | La 1                 | Presentadora                                                   | Programa semanal, 20/7/94-7/9/94 |
| 1995                                                              | Esto no es lo que parece            | La 1                 | Invitada                                                       | Programa semanal, 3/1/95 |
| 1995                                                              | IX edición de los Premios Goya      | La 1                 | Invitada                                                       | Gala anual, 25/1/95 |
| 1995                                                              | Especial Disney Semana Santa        | La 1                 | Presentadora                                                   | Programa diario, 16/4/95 |
| 1995                                                              | Llévatelo calentito                 | La 1                 | Invitada                                                       | Programa semanal, 7/7/95 |
| 1996                                                              | Aquí no hay quien duerma            | Telecinco            | Invitada                                                       | Programa semanal, 27/1/96 |
| 1996                                                              | Pasa la vida                        | La 1                 | Invitada                                                       | Programa diario, 15/3/96 |
| 1996                                                              | Uno para todas                      | Telecinco            | Invitada                                                       | Programa semanal, 15/8/96 |
| 1996                                                              | Telemaratón 1996                    | Antena 3             | Presentadora                                                   | Gala anual, 22/12/96 |
| 1997                                                              | Saber vivir                         | La 1                 | Invitada                                                       | Programa diario, 2/4/97 |
| 1997                                                              | Espejo secreto                      | La 1                 | Invitada                                                       | Programa semanal, 9/7/97 |
| 1998                                                              | Ana                                 | Telecinco            | Invitada                                                       | Programa semanal, 22/5/98 |
| 1998                                                              | Waku Waku                           | La 1                 | Invitada                                                       | Programa semanal, 7/6/98 |
| 1998                                                              | Día a día                           | Telecinco            | Invitada                                                       | Programa diario, 20/11/98 |
| 1998                                                              | Telemaratón 1998. Apuesta por ellos | Telecinco            | Invitada                                                       | Gala anual, 5/12/98 |
| 1998                                                              | Lo tuyo es puro teatro              | La 2                 | Invitada                                                       | Programa semanal, 25/12/98 |
| 1999                                                              | Curso del 99                        | La 1                 | Invitada                                                       | Programa semanal, 27/5/99 |
| 1999, 2001                                                        | Furor                               | Antena 3             | Invitada                                                       | Programa semanal, 18/9/99 y 21/4/01 |
| 2000                                                              | ¿Quién dijo miedo?                  | Antena 3             | Invitada                                                       | Programa semanal, 23/6/00 |
| 2004, 2005, 2006, 2008, 2009, 2010, 2011, 2012, 2013, 2017 y 2022 | Pasapalabra                         | Antena 3 y Telecinco | Invitada                                                       | Programa diario, 9, 12 y 13/1/04; 23/9/04; 6, 7 y 8/10/04; 10, 13 y 14/6/05; 19, 20 y 21/4/06; 7, 8 y 9/11/08; 14, 15 y 16/7/09; 2, 3 y 4/3/10; 28/10/10; 4, 5 y 6/5/11; 10, 11 y 12/4/12; 6, 7 y 10/12/12; 1, 4 y 5/11/13; 16, 17 y 18/10/17 y 10, 11 y 14/2/22 |
| 2005, 2008                                                        | La mandrágora                       | La 2                 | Invitada                                                       | Programa semanal, 5/10/05 y 15/11/08 |
| 2009                                                              | Gala TP de Oro 2008                 | La Sexta             | Invitada                                                       | Gala anual, 10/2/09 |
| 2010                                                              | La ruleta de la suerte              | Antena 3             | Invitada                                                       | Programa diario, 6/1/10 |
| 2011                                                              | Memòries de la tele                 | La 2 Cataluña        | Invitada                                                       | Programa semanal, 2/3/11 |
| 2011                                                              | XIV de los Premios Max              | La 2                 | Invitada                                                       | Gala anual, 9/5/11 |
| 2011                                                              | ¡Qué tiempo tan feliz!              | Telecinco            | Invitada                                                       | Programa de fin de semana, 12/6/11 |
| 2017                                                              | #Tendencias                         | Ten                  | Invitada                                                       | Programa diario, 12/5/17 |
| 2017                                                              | Viva la vida                        | Telecinco            | Invitada                                                       | Programa de fin de semana, 7/10/17 |

#### Series de televisión
| Fecha           | Título                               | Canal de televisión                                                                             | Como...                            | Episodios                                  | Notas |
| --------------- | ------------------------------------ | ----------------------------------------------------------------------------------------------- | ---------------------------------- | ------------------------------------------ | --- |
| 1989            | Miguel Servet, la sangre y la ceniza | La 1                                                                                            | –                                  | 7                                          | Serie de prime time, 1x01 - 1/3/89 — 1x07 - 12/4/89 |
| 1990            | Pájaro en una tormenta               | La 1                                                                                            | –                                  | 8                                          | Serie de prime time, 1x01 - 21/9/90 — 1x08 - 9/11/90 |
| 1991            | Los jinetes del alba                 | La 1                                                                                            | –                                  | 5                                          | Serie de prime time, 1x01 - 9/1/91 — 1x05 - 6/2/91 |
| 1991            | Crónicas urbanas                     | La 2                                                                                            | Periodista                         | 1                                          | Serie documental en prime time, La vida exclusiva 1x13 - 16/4/91 |
| 1991            | Las chicas de hoy en día             | La 2                                                                                            | –                                  | 1                                          | Serie de prime time, Las chicas de hoy en día y las violaciones 1x04 - 7/10/91 |
| 1992            | Tercera planta, inspección fiscal    | La 1                                                                                            | Fefa                               | 3                                          | Serie de prime time, 1x02 Campaña de imagen 1/4/92, 1x05 El transexual 22/4/92 y 1x10 Impotencia fiscal 1/6/92 |
| 1993            | Lleno, por favor                     | Antena 3                                                                                        | Esperanza                          | 2                                          | Serie de prime time, La carne es débil 1x04 25/10/93 — Compañera te doy y no 'cierva' 1x05 1/11/93 |
| 1995            | Lazos                                | TVE, VPRO (Holanda), RAI (Italia), PBS (EE. UU.), Arte (Francia y Alemania) y BBC (Reino Unido) | –                                  | TV movie, estrenada el 12/2/95 en Alemania | TV movie, estrenada el 12/2/95 en Alemania |
| 1995            | Aquí hay negocio                     | La 1                                                                                            | Bea                                | 29                                         | Serie de prime time, Muchas felicidades 1x01 14/1/95 — Adiós para siempre 1x29 22/8/95 |
| 1996-1997       | Colegio Mayor                        | La 1, ETB2 y Canal 9                                                                            | Celia Castillo                     | 23                                         | Serie de prime time, 2x01 Aclárate chaval 17/7/96 - 2x03 Lo mejor de tí 31/7/96; 2x05 Estás acabado 14/8/96 - 2x10 Guerra y paz 18/9/96; 2x12 Onofre y los Roling 2/10/96 - 2x14 No hay peor sordo...; 2x16 Cuestión de diplomacia 16/10/96 - 2x26 ¿Pasó por aquí el ángel del amor? 22/1/97 |
| 1996-1997       | Éste es mi barrio                    | Antena 3                                                                                        | Alma                               | –                                          | – |
| 1998            | Querido maestro                      | Telecinco                                                                                       | Clara Muelas                       | 12                                         | Serie de prime time, 3x01 Buscando esposa desesperadamente 25/3/98; 3x03 El señor marmota 8/4/98 - 3x12 Por un par de milímetros 17/6/98; 3x14 Cara o cruz 1/7/98 |
| 1999            | Manos a la obra                      | Antena 3                                                                                        | Celia                              | 1                                          | Serie de prime time, 2x39 El amor mueve tabiques 24/6/99 |
| 1999            | ¡Qué grande es el teatro!            | La 2                                                                                            | Amy Thomas                         | 1                                          | Programa semanal, 6/11/99 |
| 2004            | ¿Se puede?                           | La 1                                                                                            | –                                  | 1                                          | Serie de prime time, 1x06 Doble equívoco/Sueño en colores/La manicura/Las viudas 31/7/04 |
| 2004            | Diez en Ibiza                        | La 1                                                                                            | –                                  | 1                                          | Serie de prime time, 1x12 Con el muerto en los talones 17/08/04 |
| 2006            | Hospital Central                     | Telecinco                                                                                       | Bárbara                            | 1                                          | Serie de prime time, 12x08 El mayor dolor posible 25/10/06 |
| 2008-2009       | Yo soy Bea                           | Telecinco                                                                                       | Rosalía Martín "La Chali"          | 215                                        | Serie diaria, 2x267 (385) Aventura con el boy 11/2/08 - 3x295 (769) El final 16/8/09 |
| 2016            | Centro médico                        | La 1                                                                                            | –                                  | 1                                          | Serie diaria, 2x62 17/5/16 |
| 2019            | Paquita Salas                        | Netflix                                                                                         | Eva Crespo                         | 1                                          | Webserie, 3x03 B-Fashion 28/6/19 |
| 2020            | La que se avecina                    | Telecinco                                                                                       | Candela                            | 1                                          | Serie de prime time, 12x03 Una maleta errante, un espetero universal y dos maricas viejas de marcha 29/5/20 |
| 2021-2023; 2024 | Amar es para siempre                 | Antena 3                                                                                        | Visitación Senillosa Medina "Visi" | 566                                        | Serie diaria, 9x122 (2078) 15/3/21 - 11x223 (2674) 25/7/23; 12x147 (2821) 26/2/24 - 12x155 (2829) 6/3/24 |

### Teatro
| Título                                                           | Fecha                                          | Dramaturgia | Dirección                      |
| ---------------------------------------------------------------- | ---------------------------------------------- | --- | ------------------------------ |
| Los morritos                                                     |                                                | Hermanos Álvarez Quintero | Agustín Poveda                 |
| El emperador de China                                            | 12/7/1987                                      | Georges Ribemont-Dessaignes | Agustín Poveda                 |
| El auto de las plantas                                           | 25/5/1991                                      | Pedro Calderón de la Barca | José Díez                      |
| Los padres terribles                                             | 1995                                           | Jean Cocteau | Juan Carlos Pérez de la Fuente |
| La noche                                                         | 18/10/1996                                     | José Saramago | Joaquín Vida                   |
| Café cantante                                                    | 15/8/1997 y 24/9/1997                          | Antonio Gala | Joaquín Vida                   |
| La opinión de Amy                                                | 22/9/1998                                      | David Hare | Angel García Moreno            |
| Mañanitas de abril y mayo                                        | 7/1/2000 y 4/10/2000                           | Pedro Calderón de la Barca | Miguel Narros                  |
| Casa de muñecas                                                  | 2/2/2001 y 21/9/2001                           | Henry Ibsen / Ronald Brouwer | María Ruiz                     |
| Progreso                                                         | 17/10/2001                                     | Antonio Martínez Ballesteros | Laila Ripoll                   |
| Primavera                                                        | 28/12/2001                                     | Julio Escalada | Roberto Cendrá                 |
| Abre el ojo                                                      | 2002                                           | Fernando de Rojas | Paco Plaza                     |
| Charlot en el país de la libertad                                | 13/5/2002                                      | David Barbero | Dennis Rafter                  |
| El manuscrito encontrado en Zaragoza                             | 5/7/2002                                       | Jan Potocki | Francisco Nieva                |
| Entre líneas                                                     | 26/1/2004                                      | Teresa Calo | Elena Cánovas                  |
| Cuernos                                                          | 2004                                           | Joaquín Leguina | Joaquín Vida                   |
| Once voces contra la barbarie del 11 de marzo                    | 11/3/2005                                      | Ana Diosdado, Jerónimo López Mozo,Yolanda Pallín, Yolanda Dorado, Ignacio Amestoy, Raúl Hernández Garrido, Juan Alberto López, Laila Ripoll, Julio Salvatierra, Paloma Pedrero y Margarita Reiz | Adolfo Simón                   |
| Tres sombreros de copa                                           | 8/9/2005                                       | Miguel Mihura | Gustavo Pérez Puig             |
| El misántropo                                                    | 15/6/2006                                      | Molière | Isidro Rodríguez Gallardo      |
| Las maestras                                                     | 22/2/2008                                      | Miguel Murillo | Alfonso Zurro                  |
| Y sin embargo, te quiero                                         | 2008                                           | Miguel Murillo | Antonio Corencia               |
| Tortolas crepúsculo... y telón                                   | 2010                                           | Francisco Nieva | Francisco Nieva                |
| El combate de Ópalos y Tasia                                     | 1/7/2010                                       | Francisco Nieva | Francisco Nieva                |
| La ley de la selva                                               | 2010 a 2011                                    | Elvira Lindo | Nieves Gámez                   |
| La familia de Pascual Duarte                                     | 2012 a 2013                                    | Camilo José Cela | Gerardo Malla                  |
| Fisterra                                                         | 25/1/2013 a 2014                               | Ferrán González | Víctor Conde                   |
| No hay papel                                                     | 8/10/2014-presente                             | Beatriz Bergamín | Víctor Velasco                 |
| Salvator Rosa o el artista                                       | 25/2/2015 al 5/4/2015                          | Francisco Nieva | Guillermo Heras                |
| Al final de la carretera                                         | 2015                                           | Willy Russell / Juan Carlos Rubio | Gabriel Olivares               |
| Buffalo                                                          | 5/4/2017 al 27/6/2017                          | David Barrocal y David Oliva | David Barrocal                 |
| Aromaamora                                                       | 26/5/2017                                      | Ana A. Millás | Guillermo Heras                |
| Hablar por hablar                                                | 11/1/2018 al 18/2/2018                         | Juan Cavestany, Yolanda García Serrano, Anna R. Costa, Juan Carlos Rubio, y Alfredo Sanzol | Fernando Sánchez Cabezudo      |
| Vademécum                                                        | 3/11/2018                                      | Mariam Budia | Fernando Sansegundo            |
| Cuidados intensivos                                              | 26/10/2019 al 2/1/2020 y 9/4/2021 al 16/5/2021 | Yolanda García Serrano y Laura León Varea | Blanca Oteyza                  |
| El presente es un animal                                         | 7/11/2020-2021                                 | Beatriz Bergamín | Víctor Velasco                 |
| La armonía de las esferas                                        | 2020                                           | Marcos Gisbert | Beatriz Bergamín               |
| La Fablilla del secreto bien guardado; Sancho Panza en la ínsula | 2020                                           | Alejandro Casona | Liuba Cid                      |

"Hechos y faltas"  2023-2025  Dramaturgia: Jeremy Kareken, David Murrell y Gordon Farrel Dirección: Bernabé Rico